# Вильгельм Телль
Вильгельм Телль (нем. Wilhelm Tell; фр. Guillaume Tell; итал. Guglielmo Tell) — легендарный народный герой Швейцарии, уроженец кантона Ури, живший в конце XIII — начале XIV века, искусный стрелок, борец за независимость Швейцарии от Австрии и Священной Римской империи. Долгое время считался историческим лицом. Сейчас подлинность легенды о Телле оспаривается.

## Сказание о Вильгельме Телле
Впервые история Вильгельма Телля описана во второй половине XV столетия городским писарем из Обвальдена Гансом Шрибером во второй части составленной им хроники «Белая книга Зарнена». Затем её пересказали люцернские хронисты Мельхиор Русс (1488) и Петерманн Эттерлин (1507).
Согласно наиболее распространённой её версии, жестокий наместник (фогт) германского императора в Швейцарии Альбрехт (или Герман) Гесслер на площади города Альтдорфа водрузил на шест шляпу австрийского герцога и отдал приказ, чтобы всякий проходящий кланялся ей. Молодой крестьянин Телль, известный как отличный стрелок, не исполнил этого приказания, и Гесслер в наказание заставил его стрелять из арбалета в яблоко, положенное на голову сына стрелка. Телль успешно справился с задачей, но затем признался, что если бы промахнулся и попал в мальчика, то другой стрелой убил бы Гесслера. По другой версии, в случае неудачи Телль убил бы себя второй стрелой. Его отправили в тюрьму, но он убежал в горы, где подстерёг Гесслера на дороге между скалами и застрелил его. Считается, что это было в 1307 году.

## Легендарные стрелки у других народов
В песнях и сказаниях германских народов мотив об искусном стрелке играет важную роль. Уже в песне «Эдды» Volundarkvidha, относимой к VI веку, затем в Вилькина-саге и Нифлунга-саге появляется сказание об искусном стрелке Эйгиле. По требованию шведского короля Надунга (то есть завистливого) Эйгиль сбивает стрелой яблоко, положенное на голову его трёхлетнего сына, причём говорит королю, что две другие стрелы пронзили бы его, если бы малютка (Орвандиль — Pfeilwinder, Pfeilarbeiter) был убит. Предполагают, что сага об Эйгиле возникла в Северной Германии, проникла на Скандинавский полуостров и оттуда вернулась в Германию в скандинавской обработке.
Сказание об искусном стрелке неоднократно встречается в норвежской истории. Так, Олаф II Святой (ум. в 1030 году) понуждает к такой опасной стрельбе храброго воина Эйндриди. Король Харальд III (ум. в 1066 году) заставляет богатыря Хеминга стрелять в орех, положенный на голову его брата. На Фарерских островах записан рассказ о том, как Гейти, сын Аслака, по требованию короля сбил стрелой с головы брата лесной орех. Сказание об искусном стрелке, в котором действие происходит в X век, встречается у датского писателя XII века Саксона Грамматика (ум. в 1203 году) в десятой книге его «Historia Danica». Там повествуется о том, как меткий стрелок Токи, будучи во хмелю, похвастал при короле Харальде Синезубом, у которого был в услужении, что собьёт стрелой самое маленькое яблоко наверху шеста. Жестокий монарх велел поставить вместо шеста маленького сына Токи, положив яблоко на голову ребёнка. Токи вынул из колчана три стрелы и одной из них сбил яблоко с головы мальчика. Две другие он, как потом сам признался, предназначал для Харальда — на случай, если бы произошёл промах и ребёнок погиб. Токи, как и Телль, бежал от преследования и впоследствии убил Харальда стрелой во время битвы короля с восставшим против него сыном. Как в Швейцарии Гесслер, так и в Дании Харальд вызвал своими жестокостями народное возмущение и пал от руки меткого стрелка.
В один ряд с германскими и скандинавскими сказаниями об искусном стрелке можно поставить финские. Воспоминание о национальном герое, отличавшемся меткой стрельбой, в Эстонии и Финляндии приурочено ко многим местным названиям, причём герой этот носит имя Телль или Толя. Эсты, карелы и финны указывают на камень Телля, гробницу Телля, развалины его замка. Финские сказания можно поставить в зависимость от скандинавских; но затем идут другие инородные подобные сказания, происхождение которых представляется загадочным.
Существует целый ряд сказаний об искусном стрелке у народов, населяющих Венгрию, Буковину и Трансильванию. Сказание одного типа с рассказом о Телле встречается в «Беседе птиц» персидского писателя второй половины XII в. Аттара. Здесь царь сбивает стрелой яблоко с головы своего любимого пажа, который умер от страха, хотя стрела не задела его. К этому варианту можно отнести древнее сказание о Камбизе, переданное Геродотом: Камбиз стреляет в сына своего придворного Прексаспеса и поражает его в сердце. В мифах об аргонавтах упоминается, что критянин (по другим текстам, афинянин) Алкон, товарищ Геракла и отец будущего аргонавта Фалера, когда на его еще юного сына напала змея (по некоторым источникам — дракон), он сбил её стрелой с головы Фалера, не задев своего отпрыска. Высказывается мнение об отсутствии связи между очевидно схожими легендами об Алконе и о Телле — впрочем, встречаются и обратная версия о том, что именно греческий миф лёг в основу легенды о Телле.
Славянскому миру не чужды предания об искусном стрелке типа Телля. В болгарском сказании герой носит имя главного богатыря новогреческого героического эпоса Дигениса. Сербские сказания вошли в песню о женитьбе Душана и в песню о женитьбе Турча Смедеревца.

## Легенда или история?
Сказания об искусном стрелке заключают в себе, по-видимому, кое-какие мифологические черты, что дало повод немецким учёным, в особенности Эрнсту-Людвигу Рохгольцу (нем. Ernst Ludwig Rochholz), искать основной источник их в мифологии — другими словами, видеть в них одно из бесчисленных аллегорических выражений борьбы зимы с летом с окончательной победой лета. Рохгольц эпиграфом к первой главе своего исследования о Вильгельме Телле, озаглавленной «Die Naturmythe und die historisch gewordene Sage», избрал слова писателя XIV века Конрада фон Аменгаузена (нем. Konrad von Ammenhausen): «я расскажу тебе хорошую сказку, как прогнали мы зиму» (нем. ich will dir goute maere sagen, hin sont wir den winter jagen). Как на мифологические черты указывают на необыкновенную меткость стрельбы, на яблоко — как на символ солнца, на стрелы — как на обычный символ солнечных лучей и молнии. При этом приводятся такие параллели, как индусские сказания об искусной стрельбе Индры, поражающего Вритру, греческие сказания о губительных стрелах Аполлона, скандинавские сказания о вооружённых стрелами солнечных богах Улле, Хёнире, Хеймдалле. В пользу мифологичного характера сюжета говорит сербская песня о женитьбе Душана, где герой Милош Войнович выступает в обрисовке солнечного героя. Когда он подъехал к красавице Роксанде, сбросил с плеча плащ, то «засияли сукно и бархат; засиял панцирь (или серебряные пластинки) на груди и вызолоченные пряжки на сапогах; заблистал Милош в зелёном поле, как яркое солнце на небе, и пошёл он по зелёной траве, рассыпал по ней кольца и перстни, мелкий бисер и драгоценные камни».

## В литературе и идеологии
Наиболее известным произведением о Вильгельме Телле стала одноимённая драма Шиллера и поставленная по ней одноимённая опера Россини. Хотя Шиллер подчёркивает консервативные аспекты легенды — швейцарцы сражаются за исконные обычаи и права, его пьеса воспринималась как прославление борьбы за национальную независимость и тираноубийства. Вильгельм Телль упоминается у Альфонса Доде в «Тартарене из Тараскона», в русской литературе у А. Н. Радищева («Путешествие из Петербурга в Москву») и Власа Дорошевича. Макс Фриш в книге «Вильгельм Телль для школы» (нем. Wilhelm Tell für die Schule, 1971) создал антилегенду, сделав положительным персонажем не Телля, а габсбургского наместника Гесслера. Гесслер, по Фришу, стремился к компромиссу и не хотел обострять отношения со своими подданными, а швейцарский герой был мрачным, ограниченным горцем, боявшимся перемен и вероломно убившим фогта.